# Zavida
Zavida, poznat i kao Beli Uroš, bio je srpski plemić koji je živio u 12. stoljeću. Bio je župan Zahumlja i gospodar Ribnice (danas dio Podgorice). Rođak mu je bio Uroš I. Vukanović, koji mu je možda bio otac, premda to nije potvrđeno. Zavida je vladao Zahumljem prije nego što je ušao u sukob sa svojom braćom.

## Obitelj
| Portal:Europa | Portal:Europa |

S nepoznatom ženom, Zavida je imao sinove:
- Tihomir Zavidović – veliki župan Raške
- Stracimir Zavidović – vladar Zapadne Morave
- Miroslav Zavidović – vladar Zahumlja
- Stefan Nemanja – veliki župan Raške

Zavida je imao barem jednu kćer.